# Sophie Bassignac
Pour les articles homonymes, voir Bassignac (homonymie).
Sophie Bassignac est une romancière française née à Dieppe en 1960. 

## Biographie

### Enfance et formation
Sophie Bassignac naît à Dieppe en 1960.

### Carrière
Son premier roman, Les Aquariums lumineux, est publié en 2008. Les droits de ce roman sont acquis par la Pologne, l'Allemagne, l'Italie, l'Espagne, la Corée, la Chine et la Russie[réf. nécessaire]. 
Son deuxième roman, À la recherche d'Alice, parait en 2009. Il est sélectionné pour le Prix littéraire de l'Héroïne 2009 de Madame Figaro[réf. nécessaire].
En 2011 parait Dos à dos, un roman racontant l'affrontement entre un père écrivain et son fils voleur.
En 2014 sort son quatrième roman, Mer agitée à très agitée. Il raconte, à travers une intrigue policière, l'histoire d'une quadragénaire qui retrouve son premier amour.
En 2016 parait Séduire Isabelle A. Le livre raconte les présentations rocambolesques entre Isabelle et la famille de son futur mari, Pierre. 
En 2018, elle présente son roman La distance de courtoisie à La Grande Librairie.
En 2019 sort Le plus fou des deux.

## Sur un livre

### Dos à dos
- Lieux : Saint-Tropez (maison de vacances avec piscine) et Collobrières (voitures), Paris (appartements, rues, boutiques, galeries, métro, voitures, scooter), et quelques écarts, dont Angoulême ou Montluçon ou Poitiers (manoir, train), ou Londres.
- Époque : indéterminée, de 1970 à 2010
- Trame : la relation contrariée et contre-productive d’un père et de son fils..
- Références culturelles : Chostakovitch, Marcel Proust (pour son lit), Graham Greene, Patinir, ‘’Psychologie du collectionneur’’.
- Personnages :
  1. Arnaud, environ 30 ans, fils unique, beau, charmeur, flambeur, sans emploi, cambrioleur d’art, se voyant ‘’Arsène Lupin’’  et ‘’Mandrake’’ (p. 127),
  2. Gabriel, père, écrivain interrompu, mari déficient,
  3. Ester, mère, aimante, cuisinière déçue, éditions Alinéas, ‘’Wanda-Mouskouri’’ (p. 140),
  4. Pamela (de Musilles), américaine, veuve, amie de la famille, antiquaire,
  5. Fumiko, japonaise, artiste, dessinatrice (ébauches de portraits à la sauvette, dans le métro), amie d’Arnaud,
  6. Guinevere, anglaise, photographe, nouvelle amie de Gabriel,
  7. Larmoyeux, agence de filatures contactée par Gabriel, et Madame,
  8. Jean-Mi Causse, détective, rapporteur stylé, écrivain débutant (en anticipation),
  9. Brevin, inspecteur de police, et son collègue,
  10. Jean-Philippe (Lepelletier), ami, excentrique, receleur, hébergeur,
  11. Rémi Lepelletier, cousin, galeriste (de Guinevere),
  12. Alexander Bolchoï, russe, acheteur, collectionneur (d’anges volés), et son expert,
  13. Luminet et French (et leurs enfants), voisins de Jean-Philippe,
  14. Anne et Brubo, jeune couple spirite,
  15. Sonia et Daniel Verhaeven, couple éditeur…